# Milly Witkop
Milly Vitkopski, més coneguda com a Milly Witkop (3 de març de 1877 - 23 de novembre de 1955),
va ser una escriptora, activista, anarcosindicalista i anarcofeminista ucraïnesa. Va ser la companya del prominent dirigent anarcosindicalista Rudolf Rocker. El fill de la parella, Fermin Rocker (1907-2004), va ser pintor i il·lustrador.

## Primers anys a Londres
Nascuda en la comunitat jueva de Zlatopol, era la major d'una família de quatre germanes. La més petita, Rose, també va arribar a ser una anarquista coneguda. El 1894, Witkop va abandonar Ucraïna i va marxar a Londres. En les dècades posteriors a 1881, després de l'assassinat del tsar Alexandre II a Sant Petersburg, molts jueus van abandonar l'Imperi Rus fugint dels pogroms antisemites. La majoria van emigrar al Regne Unit o als Estats Units.

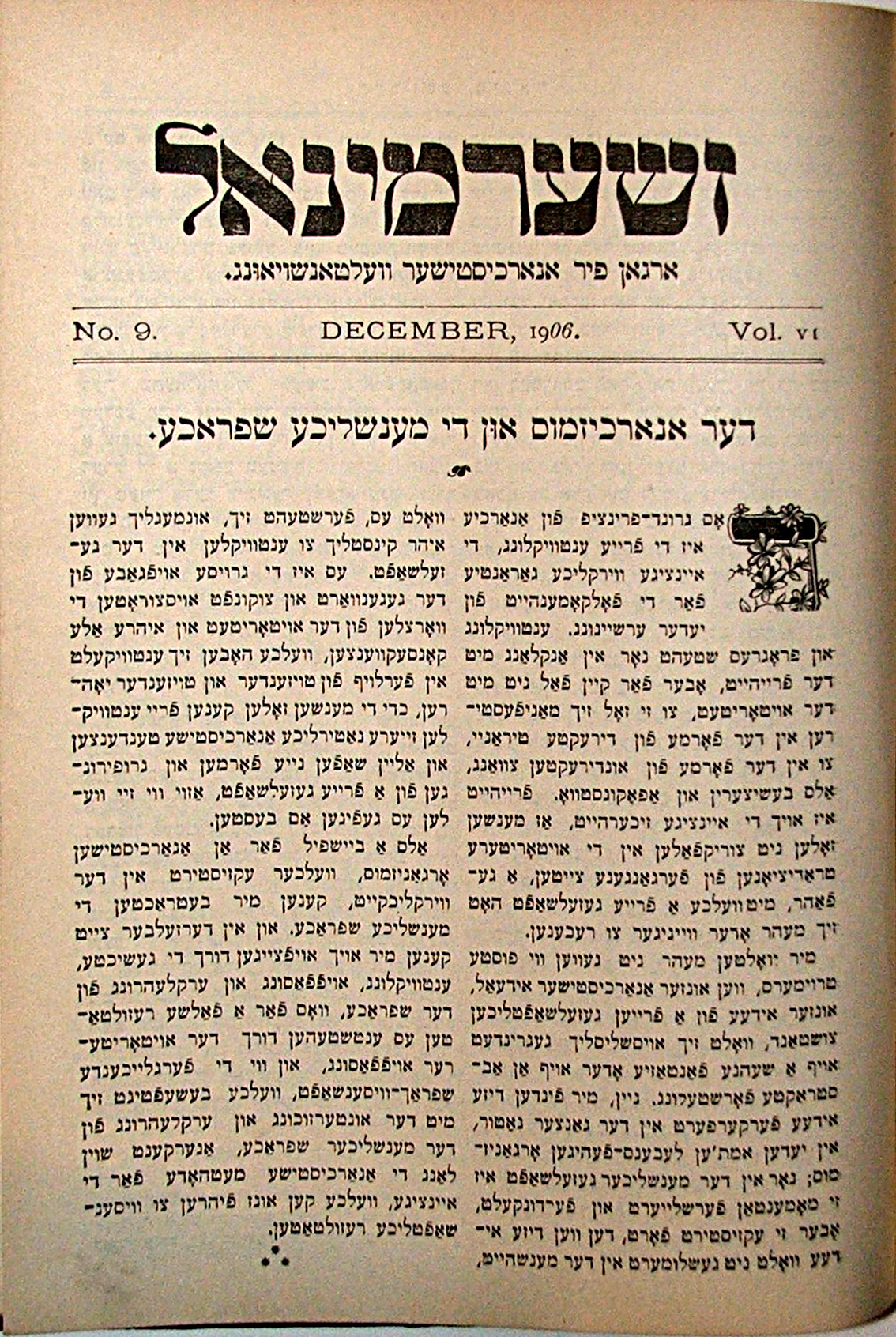
Edició de Germinal, desembre 1906

A Londres va treballar en un taller de confecció, estalviant prou diners per a costejar el viatge dels seus pares i germanes a Anglaterra. Les dures condicions de treball la van portar a qüestionar-se la seva fe religiosa. La participació en una vaga de forners la va portar a implicar-se amb el grup que editava el periòdic anarquista jueu Arbayter Fraynd. Rebé influències de l'obra del teòric anarquista Peter Kropotkin. El 1895, coneix l'intel·lectual llibertari Rudolf Rocker, que es convertirà en el seu company. El maig de 1898, la parella marxa a Nova York on esperen trobar treball. Tanmateix, no van ser admesos al país perquè van rebutjar casar-se legalment i van haver de tornar al Regne Unit en el mateix vaixell que els havia portat fins allà. Aquest fet va tenir certa cobertura mediàtica en els periòdics dels Estats Units, en els quals s'atacava «la parella de l'amor sense matrimoni».
A partir d'octubre de 1898, Rocker i Witkop coeditaren l'Arbeyter Fraynd. El 1900 van començar a publicar el diari Germinal, més centrat en temes culturals. El 1907 va néixer el fill de la parella, Fermin. Rocker i Witkop es van oposar a la Primera Guerra Mundial des que va esclatar el 1914, a diferència d'altres anarquistes com Kropotkin que van donar suport a la causa aliada. Per alleujar la pobresa i les privacions causades per la guerra, ella i el seu marit van obrir un menjador popular. El desembre de 1914, Rocker, com molts altres alemanys i austríacs del Regne Unit, va ser empresonat com a estranger enemic. Witkop va continuar les seves activitats antibel·licistes fins que va ser també arrestada el 1916. Va estar a la presó fins a la tardor de 1918. Una vegada alliberada, va marxar del Regne Unit per a reunir-se amb el seu marit i el seu fill a Holanda.

## Alemanya
Al principi, la parella va donar la benvinguda a les revolucions de febrer i octubre a Rússia, però després del cop bolxevic van començar a criticar el totalitarisme en què s'estava convertint la Unió Soviètica. El novembre de 1918, es van instal·lar a Berlín car Rocker havia estat convidat per Fritz Kater, president de l'Associació Lliure de Sindicats d'Alemanya (FVdG), perquè l'ajudés a construir el que seria el Sindicat Lliure de Treballadors d'Alemanya (FAUD), un sindicat anarcosindicalista. Ambdós van ser membres del FAUD.
Després de la seva fundació a principis de 1919, va començar un debat sobre la funció de les dones en el sindicat. L'organització, dominada per homes, havia ignorat des del principi les qüestions de gènere, però aviat les dones van començar a fundar els seus propis sindicats, organitzats paral·lelament als sindicats regulars tot i formar part del FAUD. Witkop va ser una de les fundadores de la Unió de Dones a Berlín, el 1920. El 15 d'octubre de 1921, les militants dels sindicats de dones van celebrar un congrés nacional a Düsseldorf i es va fundar a nivell estatal la Unió Sindicalista de Dones (SFB). Poc després, Witkop va redactar Was will der Syndikalistische Frauenbund? («Què vol la Unió Sindicalista de Dones?») Com a text programàtic de la SFB. A partir de 1921, la SFB publicarà Frauenbund, com a suplement de l'òrgan d'expressió del FAUD, Der Syndikalist, i Witkop en serà una de les principals redactores.
Witkop defensava que les dones proletàries eren explotades no només pel capitalisme sinó també pels treballadors homes. Per tant, sostenia que les dones han de lluitar activament pels seus drets, igual que els treballadors han de lluitar contra el capitalisme pels seus. També insistia en la necessitat que les dones participessin en la lluita de classes. Les mestresses de casa havien d'utilitzar els boicots per a enfortir aquesta lluita. Amb tot, va arribar a la conclusió de la necessitat que les dones s'organitzessin de manera autònoma en el FAUD. Witkop també sostenia que el treball domèstic havia de ser remunerat talment el treball assalariat.

## Estats Units
No només va ser activista en el moviment sindicalista i feminista, sinó que també va lluitar contra el racisme i l'antisemitisme. Sovint se sentia frustrada pel que considerava una falta de voluntat per combatre l'antisemitisme en el moviment obrer. L'ascens del Partit Nazi a Alemanya a la fi de la dècada de 1920 va preocupar molt Witkop. Després de l'incendi del Reichstag el febrer de 1933, la família Rocker va fugir d'Alemanya, via Suïssa, França i el Regne Unit, i es va exiliar als Estats Units. Allí, la parella va continuar donant conferències i escrivint sobre temes referents a l'anarquisme. Durant la Guerra Civil espanyola de 1936 a 1939, van començar una campanya d'informació sobre la contesa per a conscienciar als americans. El 1937 es van instal·lar a la comunitat anarquista del llac Mohegan, a Crompond. Quan va esclatar la Segona Guerra Mundial, Witkop i Rocker, igual que altres anarquistes com Max Nettlau i Diego Abad de Santillán, van donar suport als aliats perquè pensaven que el nazisme no podia ser derrotat per mitjans pacifistes.
Després de la guerra, Witkop va mostrar certa simpatia pel moviment sionista, però era molt escèptica quant a la creació d'un Estat nacional jueu. Van defensar la idea de la binacionalitat àrab-israeliana desenvolupada per Martin Buber i Ajad Ha'am. La comuna de Mohegan, especialment Witkop, era molt activa a enviar suport material als anarquistes alemanys. Van enviar diversos centenars de paquets a Alemanya.